# Elaeocarpus monocera
Elaeocarpus monocera är en tvåhjärtbladig växtart som beskrevs av Antonio José Cavanilles. Elaeocarpus monocera ingår i släktet Elaeocarpus och familjen Elaeocarpaceae. Inga underarter finns listade i Catalogue of Life.